# Veneto Classic
A Veneto Classic é uma competição de ciclismo italiana disputada em Vêneto, no mês de outubro.
As duas primeiras edições fizeram parte do UCI Europe Tour tendo em 2023 integrado a UCI ProSeries.

## Palmarés
| Ano  | Vencedor            | Segundo         | Terceiro          |
| ---- | ------------------- | --------------- | ----------------- |
| 2021 | Samuele Battistella | Marc Hirschi    | Jhonatan Restrepo |
| 2022 | Marc Hirschi        | Davide Formolo  | Nicola Conci      |
| 2023 | Davide Formolo      | Marc Hirschi    | Filippo Zana      |
| 2024 | Magnus Cort         | Romain Grégoire | Xandro Meurisse   |